# Спальня
Спа́льня, спочива́льня, ложни́ця (діал.) — кімната в квартирі або в іншому житлі у якій його мешканці сплять.
Спальня — важливе приміщення у помешканні. У багатьох країнах будинок або квартиру в першу чергу характеризують кількістю спалень. Ієрархія спалень у будинку часто відповідає ієрархії в сім'ї: головна спальня відводиться для глави сім'ї, дитяча — для дітей, гостьові — для гостей. У багатих будинках є спальні для прислуги. Подружжя може мати як загальні, так і роздільні спальні.